# Galileo (serial telewizyjny)
Galileo (jap. ガリレオ Garireo) – japoński serial telewizyjny, powstały w oparciu o powieść Tantei Garireo (jap. 探偵ガリレオ) autorstwa Keigo Higashino. Opisuje wydarzenia i sprawy, jakie napotyka Kaoru Utsumi, początkująca detektyw, oraz Manabu Yukawa – genialny fizyk i wykładowca uniwersytetu. Razem rozwiązują sprawy i prowadzą dochodzenia. Drama emitowana była na kanale Fuji TV od 15 października do 17 grudnia 2007 roku w poniedziałki o 21:00. Odcinek specjalny serii został wyemitowany 4 października 2008 roku. Tego samego dnia miał swoją premierę film Yōgisha ekkusu no kenshin (jap. 容疑者Xの献身), który również jest adaptacją książki Keigo Higashino.
Drugi sezon rozpoczął swoją emisję w stacji Fuji TV w dniu 15 kwietnia 2013 roku, a zakończył się adaptacją powieści Seijo no kyūsai (jap. 聖女の救済). Drugi film, zatytułowany Manatsu no hōteishiki (jap. 真夏の方程式), miał swoją premierę w Japonii i Hongkongu 29 czerwca 2013 roku.

## Obsada
- Kō Shibasaki jako Kaoru Utsumi (jap. 内海薫 Utsumi Kaoru)
- Masaharu Fukuyama jako Manabu Yukawa (jap. 湯川学 Yukawa Manabu)
  - Haruma Miura jako młody Manabu
- Kazuki Kitamura jako Shunpei Kusanagi (jap. 草薙俊平 Kusanagi Shunpei)
- Hiroshi Shinagawa jako Shirō Yuge (jap. 弓削志郎 Yuge Shirō)
- Ikkei Watanabe jako Hiromi Kuribayashi (jap. 栗林宏美 Kuribayashi Hiromi)
- Miki Maya jako Sakurako Jōnouchi (jap. 城ノ内桜子 Jōnouchi Sakurako)
- Hayashi Tsuyoshi jako Kensuke Murase
- Aoi jako Saeko Taniguchi
- Hiroaki Fukui jako Takashi Kobuchizawa
- Miyako Takayama (高山都) jako Miyuki Watanabe
- Takahiro Itō jako Eita Mori

### Sezon 2
- Yuriko Yoshitaka jako Misa Kishitani (jap. 岸谷美砂 Kishitani Misa)
- Masaharu Fukuyama jako Manabu Yukawa (jap. 湯川学 Yukawa Manabu)
- Yu Sawabe jako Minoru Ōtagawa (jap. 太田川稔 Ōtagawa Minoru)
- Yuto Marick Yasuhara jako Isaac (jap. アイザック Aizakku)

### Gościnnie wystąpili

#### Sezon 1
- 1 odc.: Toshiaki Karasawa jako Tatsuo Kanamori (jap. 金森龍男 Kanamori Tatsuo)
- 2 odc.: Mantaro Koichi jako Hiroshi Uemura (jap. 上村宏 Uemura Hiroshi)
- 3 odc.: Ryōko Hirosue jako Yayoi Kanzaki (jap. 神崎弥生 Kanzaki Yayoi)
- 4 odc.: Shingo Katori (SMAP) jako Shōichi Tagami (jap. 田上昇一 Tagami Shōichi)
  - Sola Aoi - ofiara z 4 odc.
- 5 odc.: Suzuka Ōgo jako Akiho Yajima (jap. 矢島秋穂 Yajima Akiho)
  - Miki Mizuno - ofiara z 5 odc.
- 6 odc.: Maki Horikita jako Remi Morisaki (jap. 森崎礼美 Morisaki Remi)
  - Hirofumi Arai - wróżbiarz prześladujący Remi
- 7 odc.: Kyōko Fukada jako Shizuko Sugawara (jap. 菅原静子 Sugawara Shizuko)
- 8 odc.: Yumiko Shaku jako Chiaki Maeda (jap. 前田千晶 Maeda Chiaki)
- 9-10 odc.: Hiroshi Kume jako Seishiro Kijima (jap. 木島征志郎 Kijima Seishirō)
- Episode Φ (Zero):
  - Masami Nagasawa jako Akari Shionoya (jap. 塩野谷あかり Shionoya Akari)
  - Ayaka Komatsu jako Yōko Hirahara (jap. 平原瑤子 Hirahara Yōko)
  - Karina jako Namie Shindō (jap. 新藤奈美恵 Shindō Namie)
  - Keizo Kanie jako Yukimasa Tomonaga (jap. 友永幸正 Tomonaga Yukimasa)

#### Sezon 2
- 1 odc.: Takao Ōsawa jako Shiko Renzaki (jap. 連崎至光 Renzaki Shikō)
- 2 odc.: Haruna Kawaguchi jako Kanako Mase (jap. 真瀬加奈子 Mase Kanako)
- 3 odc.: Yūko Ōshima jako Mutsumi Wakizaka (jap. 脇坂睦美 Wakizaka Mutsumi)
- 4 odc.:
  - Seiichi Tanabe jako Tadamasa Yanagisawa (jap. 柳沢忠正 Yanagisawa Tadamasa)
  - Atsuya Furuta
- 5 odc.: Mirei Kiritani jako Wakana Isoya (jap. 磯谷若菜 Isoya Wakana) i Haruna Mikami (jap. 三上春菜 Mikami Haruna) (rola podwójna)
- 6 odc.: Yui Natsukawa jako Yuko Nogi (jap. 野木祐子 Nogi Yūko)
- 7 odc.: Yū Kashii jako Yui Kojima (jap. 小島結衣 Kojima Yui)
- 8 odc.: Yū Aoi jako Atsuko Kanbara (jap. 神原敦子 Kanbara Atsuko)
- 9 odc.: Katsuhisa Namase jako Eiji Takado (jap. 高藤英治 Takadō Eiji)
- 10 odc.: Yūki Amami jako Ayane Mashiba (jap. 真柴綾音 Mashiba Ayane)

## Nagrody
- 13th Asian Television Awards: Najlepszy Sezon Dramy
- 55th Television Drama Academy Awards: Najlepsza Drama
- 55th Television Drama Academy Awards: Najlepszy Aktor - Masaharu Fukuyama
- 55th Television Drama Academy Awards: Najlepsza Aktorka Drugoplanowa - Kō Shibasaki
- 55th Television Drama Academy Awards: Najlepszy Scenariusz - Yasushi Fukuda
- 55th Television Drama Academy Awards: Najlepszy Reżyser
- 55th Television Drama Academy Awards: Najlepsza Piosenka Przewodnia
- 77th Television Drama Academy Awards: Najlepsza Aktorka Drugoplanowa - Yuriko Yoshitaka